# L'Ange et le Bandit
L'Ange et le Bandit (Bad Bascomb) est un film américain de S. Sylvan Simon sorti en 1946.

## Fiche technique
- Titre original : Bad Bascomb
- Réalisateur : S. Sylvan Simon
- Scénaristes : William Lipman et Grant Garrett
- Directeur de la photographie : Charles Schoenbaum
- Musique :  David Snell
- Montage : Ben Lewis
- Durée : 110 mm
- Noir et blanc

## Distribution
- Wallace Beery : Zed Bascomb
- Margaret O'Brien : Emmy
- Marjorie Main
- Joseph Crehan
- Arthur Space
- Clyde Fillmore